# Bardzo Mała Żaba
Bardzo Mała Żaba – singel polskiego zespołu Mako, który został wydany 12 maja 2023 wydaniem własnym za pomocą MUGO. Utwór znajduje się na albumie „Arkadia”.

## Twórcy
Opracowane na podstawie materiałów źródłowych.
- Igor Kucharski – tekst, produkcja, kompozycja
- Maksymilian Kucharski – wokal, tekst
- Adrian Witkowski – kompozycja

## Lista utworów
- Digital download[1]

1. „Bardzo Mała Żaba” – 2:13

## Teledysk
Do utworu powstał animowany teledysk, który udostępniono 12 maja 2023 za pośrednictwem serwisu YouTube.

## Certyfikaty i sprzedaż
| Kraj          | Certyfikat  | Sprzedaż | Data przyznania  |
| ------------- | ----------- | -------- | ---------------- |
| Polska (ZPAV) | złota płyta | 25 000+  | 6 listopada 2024 |